# Ферштей Василь Васильович
Василь Васильович Ферштей (нар. 12 липня 1957) — кандидат педагогічних наук. Почесний професор Прикарпатського національного університету (з 2019).
З березня 2018 — генеральний директор Львівської національної наукової бібліотеки України імені Василя Стефаника.